# Gerhard E. Ortner
Gerhard Erich Ortner (* 18. September 1940 in Graz) ist ein österreichischer Wirtschaftswissenschaftler und Philosophie-Dozent.

## Leben
Ortner studierte Wirtschafts-, Rechts- und Erziehungswissenschaften. 1966 trat er, wie später auch sein Bruder Erwin Ortner, der katholischen Studentenverbindung K.Ö.H.V. Mercuria Wien im ÖCV bei. Im Studienjahr 1969/70 stand er dem ÖCV als Präsident vor. 
Er erwarb die Abschlüsse 1970 Dr. rer. comm.  mit der Arbeit „Der Einsatz von digitalen EDV-Maschinen als komplexes wirtschaftliches Optimalgestaltungsproblem“ an der Wirtschaftsuniversität Wien, 1971 Dr. rer. soc. oec. ebenda  mit „Die Ausbildung von Führungskräften und Nachwuchsführungkräften wirtschaftlicher Unternehmen“ und 1973 Habilitation an der Universität Paderborn. Honorarprofessor wurde er an der FU Berlin 1985 und 1989 außerplanmäßiger Professor an der Fernuniversität in Hagen. 2006 wurde ihm in Deutschland das Bundesverdienstkreuz am Bande verliehen.

## Schriften (Auswahl)
- Optimierungskriterien in der Organisation der betrieblichen Datenverarbeitung. Berlin 1971, ISBN 3-11-002049-1.
- mit Rolf Arnold: Berufsförderung durch Professionalisierung der Berufspädagogen. Ergebnisse eines Nachkontaktseminars für DSE/ZGB-Absolventen aus Lesotho und Swaziland. Industrial occupations promotion by professionalisation of vocational educators. Mannheim 1988, ISBN 3-88326-206-4.
- mit Adolf Stepan und Markus Oswald: Die betrieblichen Kosten der Berufsausbildung. Wien 1994, ISBN 3-900671-58-3.
- mit Betina Stur: Das Projektmanagement-Office. Einführung und Nutzen. Heidelberg 2015, ISBN 3-662-45276-6.